# Kamrup Metropolitan
Kamrup Metropolitan ist ein Distrikt im indischen Bundesstaat Assam. Sitz der Verwaltung ist die Stadt Guwahati.

## Geografie
Der Distrikt liegt im Westen von Assam. Er grenzt im Norden an den Distrikt Darrang, im Nordosten und Osten an den Distrikt Marigaon, im Süden an den indischen Bundesstaat Meghalaya sowie im Westen und Nordwesten an den Distrikt Kamrup.
Der Distrikt liegt überwiegend in der Tiefebene von Assam und bis auf einen kleinen Anteil südlich des Brahmaputras. Die an Meghalaya grenzenden Gebiete des Distrikts und die Tierschutzgebiete (wildlife sanctuaries) sind bewaldet. Das Amchang Wildlife Sanctuary und das Dipor Bil Wildlife Sanctuary sind gänzlich und kleine Teile des Pobitora Wildlife Sanctuary auf Distriktsgebiet. Nebst dem Brahmaputra gibt es mit dem Fluss Digaru und dem See Dipor (Dipor Bil; auch Deepor Bil) weitere bedeutende Gewässer. Die Fläche beträgt 955 km².

## Geschichte
Der Distrikt Kamrup Metropolitan teilt die Geschichte mit den Nachbardistrikten. Zuerst gehörte er von 350 bis 1140 zum Reich Kamarupa, später zum Königreich Kamata. Von 1498 bis 1515 gehörte das Gebiet zum Sultanat von Bengalen. Ab 1515 wurde es durch die Dynastie Koch regiert. Ein Familienzweig dieser Königsfamilie verwaltete das Gebiet von 1587 bis 1612. Danach war es bis 1658 Teil des Mogulreichs. Zwischen 1658 und 1681 wechselte die Region wegen der Kriege zwischen dem Mogulreich und dem Königreich Ahom mehrfach den Besitzer. Ab 1681 bis 1816 gehörte es zu diesem Königreich. Ab 1816 stand das Gebiet unter starkem Einfluss von Birma. Nach dem Ersten Anglo-Birmanischen Krieg kam die Region nach dem Vertrag von Yandaboo unter die Herrschaft der Britischen Ostindien-Kompanie. Diese schuf 1836 den Distrikt Kamrup, der das Gebiet der heutigen Distrikte Bajali, Baksa, Barpeta, Kamrup, Kamrup Metropolitan, Nalbari und Tamulpur abdeckte. Der Distrikt entstand am 3. Februar 2003 aus Teilen des damaligen Distrikts Kamrup.

## Bevölkerung

### Übersicht
Die Einwohnerzahl lag bei 1.253.938 (2011). Die Bevölkerungswachstumsrate im Zeitraum von 2001 bis 2011 betrug 18,34 %. Kamrup Metropolitan hat ein Geschlechterverhältnis von 936 Frauen pro 1000 Männer und damit einen für Indien häufigen Männerüberschuss. Der Distrikt hatte 2011 eine Alphabetisierungsrate von 88,71 %, eine Steigerung um knapp 5 Prozentpunkte gegenüber dem Jahr 2001. Die Alphabetisierung liegt damit über dem nationalen Durchschnitt und ist die höchste unter allen Distrikten in Assam. Knapp 84,9 % der Bevölkerung sind Hindus, ca. 12,1 % sind Muslime, ca. 1,5 % sind Christen, ca. 0,7 % sind Jainas, 0,3 % sind Sikhs, 0,1 % sind Buddhisten und ca. 0,4 % gaben keine Religionszugehörigkeit an oder praktizierten andere Religionen. 10 % der Bevölkerung sind Kinder unter 6 Jahre. Die Mehrheitssprache ist der Kamrup-Dialekt der Assamesischen Sprache. Knapp 82,7 % der Bevölkerung leben in Städten. Größte Stadt ist Guwahati.

### Einwohnerentwicklung
In den ersten Jahrzehnten des 20. Jahrhunderts wuchs die Bevölkerung nur schwach. Dies wegen Seuchen, Krankheiten und Hungersnöten. Seit der Unabhängigkeit Indiens hat die Einwohnerschaft stark zugenommen. Während die Bevölkerung von 1901 bis 1941 um rund 82 % zunahm, betrug das Wachstum in den vierzig Jahren zwischen 1971 und 2011 298 %. Die Bevölkerungszunahme zwischen 2001 und 2011 lag bei 18,34 % oder rund 194.000 Menschen. Offizielle Bevölkerungsstatistiken der heutigen Gebiete sind seit 1901 bekannt und veröffentlicht. Grund für die ungewöhnlich starke Zunahme der Bevölkerung ab 1941 war lange Zeit die Zuwanderung ins dünn besiedelte Gebiet. Heutzutage ist es der Geburtenüberhang. Die Entwicklung verdeutlicht folgende Tabelle:
| Jahr      | 1901   | 1911   | 1921   | 1931   | 1941   | 1951   | 1961    | 1971    | 1981    | 1991    |
| Einwohner | 52.351 | 58.160 | 62.264 | 68.102 | 81.183 | 95.123 | 216.357 | 315.404 | k. Ang. | 771.477 |

### Bedeutende Orte
Im Distrikt gibt es 12 Orte, die als Städte (towns und notified towns) gelten. In diesen Städten wohnen insgesamt 1.032.029 Menschen oder 82,30 % der Distriktsbevölkerung. Mit Abstand die größte Stadt ist Guwahati (auch Gauhati genannt) mit 962.334 Einwohnern. Alle anderen Orte sind nur Kleinstädte oder regionale Zentren. Die höchsten Einwohnerzahlen weisen folgende Städte auf:

### Volksgruppen
In Indien teilt man die Bevölkerung in die drei Kategorien general population, scheduled castes und scheduled tribes ein. Die scheduled castes (anerkannte Kasten) mit (2011) 101.789 Menschen (8,12 Prozent der Bevölkerung) werden heutzutage Dalit genannt (früher auch abschätzig Unberührbare betitelt). Die scheduled tribes sind die anerkannten Stammesgemeinschaften mit (2011) 75.121 Menschen (5,99 Prozent der Bevölkerung), die sich selber als Adivasi bezeichnen. Zu ihnen gehören in Assam 23 Volksgruppen. Die Bodo (auch Boro genannt; 33.916 Personen oder 2,70 % der Distriktsbevölkerung) sind die weitaus stärkste Stammesgemeinschaft im Distrikt. Weitere bedeutende Gruppen sind die Kachari (8029 Personen oder 0,64 % der Distriktsbevölkerung), Lalung (7318 Personen oder 0,58 % der Distriktsbevölkerung), Rabha (6430 Personen oder 0,51 % der Distriktsbevölkerung) und Garo (5750 Personen oder 0,46 % der Distriktsbevölkerung). Die Anteile der scheduled tribes sind in den Subdistrikten sehr unterschiedlich. Die niedrigsten Anteile haben die Subdistrikte Guwahati (3,70 %) und North Guwahati (Pt) (3,94 %). Die Subdistrikte Sonapur (14,39 %) und Chandrapur (12,02 %) haben die höchsten Anteile an Personen in anerkannten Stammesgemeinschaften.

### Bevölkerung des Distrikts nach Sprachen
Die Bevölkerung des Distrikts Kamrup ist sprachlich stark gemischt. Mit Assami (57,87 %), Bengali (20,56 %), Hindi (12,25 %; mit Hindi, Bhojpuri, Marwari und Rajasthani), Nepali (2,39 %), Bodo/Boro (1,66 %) und Karbi/Mikir (1,55 %) gibt es sechs Sprachgruppen mit jeweils mehr als 10.000 Muttersprachlern. Zudem gibt es noch 12 kleinere Sprachgruppen mit mehr als 1.000 Muttersprachlern. Nur fünf (Assami, Bengali, Bodo/Boro, Karbi/Mikir und Garo) sind in Assam heimische Sprachgruppen. Die Zugehörigen der anderen Volksgruppen leben fast vollumfänglich in den Städten.
Assami ist in fünf von sechs Subdistrikten Mehrheitssprache. Hochburg ist der Subdistrikt Azara (80,62 % Anteil an der dortigen Bevölkerung). Im Subdistrikt Chandrapur hat Assami mit 42,86 % nur eine relative Mehrheit.
Bengali folgt an zweiter Stelle. Seine Hochburg ist der Subdistrikt Chandrapur (36,79 % Anteil an der dortigen Bevölkerung). In der Kleinstadt Digaru Gaon bezeichnen 65,48 % Bengali als Muttersprache. Der Subdistrikt Guwahati ist die Hochburg von Hindi (16,46 % Anteil). Hochburgen von Nepali sind die Subdistrikte Chandrapur (5,52 %) und Sonapur (4,85 %), von Karbi/Mikir der Subdistrikt Sonapur (10,37 %) und von Garo der Subdistrikt Chandrapur (4,87 %).
Es gibt enorme Unterschiede zwischen Stadt und Land. In den Städten sind Assami (59,19 %), Bengali (20,13 %) und Hindi (11,90 %) die beherrschenden Sprachen. Stark untervertreten sind die einheimischen Sprachen Bodo/Boro, Karbi/Mikir, Garo und die Zuwanderersprache Nepali. In Azara, Dharapur, Garal, Majir Gaon und North Guwahati ist Assami deutlich in der Mehrheit. In den Städten Barua Bari Gaon, Chandrapur, Digaru Gaon und Sonapur Gaon domieren Assami und Bengali, in den Städten Amin Gaon und Kahi Kuchi Assami, Bengali und Hindi und Guwahati ist vielsprachig mit etlichen Zuwanderergruppen.
Auf dem Land dagegen dominieren Assami (52,82 %), Bengali (22,75 %), Karbi/Mikir (7,80 %), Nepali (5,77 %), Hindi (3,81 %) Garo (1,90 %) und Bodo/Boro (1,81 %). Die weitverbreitetsten Einzelsprachen zeigt die folgende Tabelle:
| Jahr                                   | Assami  | Assami | Bengali | Bengali | Hindi   | Hindi | Nepali | Nepali | Boro   | Boro | Karbi/Mikir | Karbi/Mikir | Bhojpuri | Bhojpuri | Manipuri | Manipuri | Gesamt    | Gesamt   |
| Jahr                                   | Zahl    | %      | Zahl    | %       | Zahl    | %     | Zahl   | %      | Zahl   | %    | Zahl        | %           | Zahl     | %        | Zahl     | %        | Zahl      | %        |
| -------------------------------------- | ------- | ------ | ------- | ------- | ------- | ----- | ------ | ------ | ------ | ---- | ----------- | ----------- | -------- | -------- | -------- | -------- | --------- | -------- |
| 2011                                   | 725.410 | 57,85, | 257.110 | 20,50   | 131.083 | 10,45 | 30.029 | 2,39   | 20.653 | 1,65 | 19.418      | 1,55        | 10.337   | 0,82     | 9200     | 0,73     | 1.253.938 | 100,00 % |
| Quelle: Ergebnis der Volkszählung 2011 |         |        |         |         |         |       |        |        |        |      |             |             |          |          |          |          |           |          |

### Bevölkerung des Distrikts nach Bekenntnissen
Eine klare Mehrheit der Einwohnerschaft sind Hindus. Daneben gibt es noch eine starke muslimische und eine kleinere christliche Minderheit. Alle anderen Glaubensgemeinschaften stellen nur kleine Bevölkerungsanteile.
Die Hindus stellen in allen sechs Subdistrikten die Mehrheit und mit Ausnahme von Sonapur Gaon (45,94 % Anteil) auch in sämtlichen Städten. Die tiefsten Werte in den Subdistrikten hat Chandrapur mit 82,59 % Hindus sowie neben Sonapur Gaon die Städte Azara (77,80 % Hindus) und Dharapur (78,63 % Hindus).
Die Muslime haben ihre Hochburgen in den Städten. In Sonapur Gaon beträgt ihr Anteil 53,09 %, in Azara 21,17 % und in Dharapur 21,14 %. Die Subdistrikte mit den höchsten muslimischen Anteilen sind Azara mit 13,72 % und Dispur mit 13,35 %. Die Christen haben ihre Hochburgen in den Subdistrikten Chandrapur (6,07 % Anteil an der dortigen Bevölkerung) und Sonapur (4,29 % Anteil an der dortigen Bevölkerung). Alle anderen Glaubensgemeinschaften erreichen mit Ausnahme der Dschainas im Subdistrikt Guwahati (1,90 %) in keinem Subdistrikt eine Wert von 0,60 % oder mehr. Die genaue religiöse Zusammensetzung der Bevölkerung zeigt folgende Tabelle:
| Jahr                                   | Buddhisten | Buddhisten | Christen | Christen | Hindus    | Hindus | Jainas | Jainas | Muslime | Muslime | Sikhs | Sikhs | Andere | Andere | keine Angaben | keine Angaben | Gesamt    | Gesamt   |
| Jahr                                   | Zahl       | %          | Zahl     | %        | Zahl      | %      | Zahl   | %      | Zahl    | %       | Zahl  | %     | Zahl   | %      | Zahl          | %             | Zahl      | %        |
| -------------------------------------- | ---------- | ---------- | -------- | -------- | --------- | ------ | ------ | ------ | ------- | ------- | ----- | ----- | ------ | ------ | ------------- | ------------- | --------- | -------- |
| 2011                                   | 1627       | 0,13       | 18.810   | 1,50     | 1.064.412 | 84,89  | 9250   | 0,74   | 151.071 | 12,05   | 3679  | 0,29  | 170    | 0,01   | 4919          | 0,39          | 1.253.938 | 100,00 % |
| Quelle: Ergebnis der Volkszählung 2011 |            |            |          |          |           |        |        |        |         |         |       |       |        |        |               |               |           |          |

### Geschlechterverteilung
Im Jahr 1901 hatte der Distrikt noch einen Frauenüberschuss. Danach – für Indien üblich – stets mehr männliche als weibliche Einwohner. Der hohe Männerüberschuss während der Kolonialzeit steigerte sich nach der Unabhängigkeit sogar noch. Doch in jüngster Zeit sinkt der Männerüberhang. Bei den jüngsten Bewohnern (125.386 Personen unter 7 Jahren) liegen die Anteile bei 64.444 Personen männlichen (51,40 Prozent) zu 60.942 Personen (48,60 Prozent) weiblichen Geschlechts.
| Verteilung der Bevölkerung nach Geschlecht im Distrikt Kamrup Metropolitan |                   |                   |                   |                   |                   |                   |                   |                   |                   |                   |                   |                   |
|                                                                            | Volkszählung 1901 | Volkszählung 1901 | Volkszählung 1941 | Volkszählung 1941 | Volkszählung 1951 | Volkszählung 1951 | Volkszählung 1991 | Volkszählung 1991 | Volkszählung 2001 | Volkszählung 2001 | Volkszählung 2011 | Volkszählung 2011 |
| Anzahl                                                                     | Anteil            | Anzahl            | Anteil            | Anzahl            | Anteil            | Anzahl            | Anteil            | Anzahl            | Anteil            | Anzahl            | Anteil            |                   |
| GESAMT                                                                     | 52.351            | 100 %             | 81.183            | 100 %             | 95.123            | 100 %             | 771.477           | 100 %             | 1.059.578         | 100 %             | 1.253.938         | 100 %             |
| Männer                                                                     | 26.022            | 49,71 %           | 43.006            | 52,97 %           | 55.848            | 58,71 %           | 426.830           | 55,33 %           | 571.774           | 53,96 %           | 647.585           | 51,64 %           |
| Frauen                                                                     | 26.329            | 50,29 %           | 38.177            | 47,03 %           | 39.275            | 41,29 %           | 344.647           | 44,67 %           | 487.804           | 46,04 %           | 606.353           | 48,36 %           |

## Bildung
Dank bedeutender Anstrengungen steigt die Alphabetisierung. Sie liegt mittlerweile bei rund 88,7 % (2001 noch bei 83,1 %). Dies ist ein ausgesprochen hoher Wert für Indien. Im städtischen Bereich können mehr als 94 Prozent der Männer lesen und schreiben. Auf dem Land bei den Frauen dagegen nur 70 Prozent. Typisch für indische Verhältnisse sind die starken Unterschiede zwischen den Geschlechtern und der Stadt-/Landbevölkerung.
Die Werte sind in den Subdistrikten allerdings sehr unterschiedlich. Sie schwanken zwischen 91,73 % (Männer 94,45 % und Frauen 88,81 %) im Subdistrikt Dispur und 71,36 % (Männer 76,78 % und Frauen 65,59 %) im Subdistrikt Chandrapur. Alle Städte weisen sehr hohe Werte bei der Alphabetisierung auf.
| Alphabetisierung im Distrikt Kamrup Metropolitan |                   |                   |
| Einheit                                          | Volkszählung 2011 | Volkszählung 2011 |
| Einheit                                          | Anzahl            | Anteil            |
| GESAMT                                           | 1.001.191         | 88,71 %           |
| Männer                                           | 537.227           | 92,13 %           |
| Frauen                                           | 463.964           | 85,07 %           |
| STADT GESAMT                                     | 856.250           | 91,19 %           |
| Stadt-Männer                                     | 457.124           | 94,08 %           |
| Stadt-Frauen                                     | 399.126           | 88,09 %           |
| LAND GESAMT                                      | 144.941           | 76,45 %           |
| Land-Männer                                      | 80.103            | 82,36 %           |
| Land-Frauen                                      | 64.838            | 70,22 %           |
| Quelle: Ergebnis der Volkszählung 2011           |                   |                   |

## Verwaltung
Der Distrikt teilt sich heute in die sechs Verwaltungsgebiete Azara, Chandrapur, Dispur, Guwahati, North Guwahati (Pt) und Sonapur auf.

## Wirtschaft
Der Distrikt ist ein regionales Wirtschaftszentrum in Assam.